# Grand Prix du Roi Albert 1er
Pour les articles homonymes, voir GPRA.

Le Grand Prix du Roi Albert 1er, souvent désigné par son acronyme GPRA et aussi appelé Coupe du Roi Albert 1er, est le principal prix dédié au théâtre wallon. Organisé pour la première fois en 1932, sous le patronage du roi Albert 1er, il est remis sur une base annuelle depuis lors.

## Origines

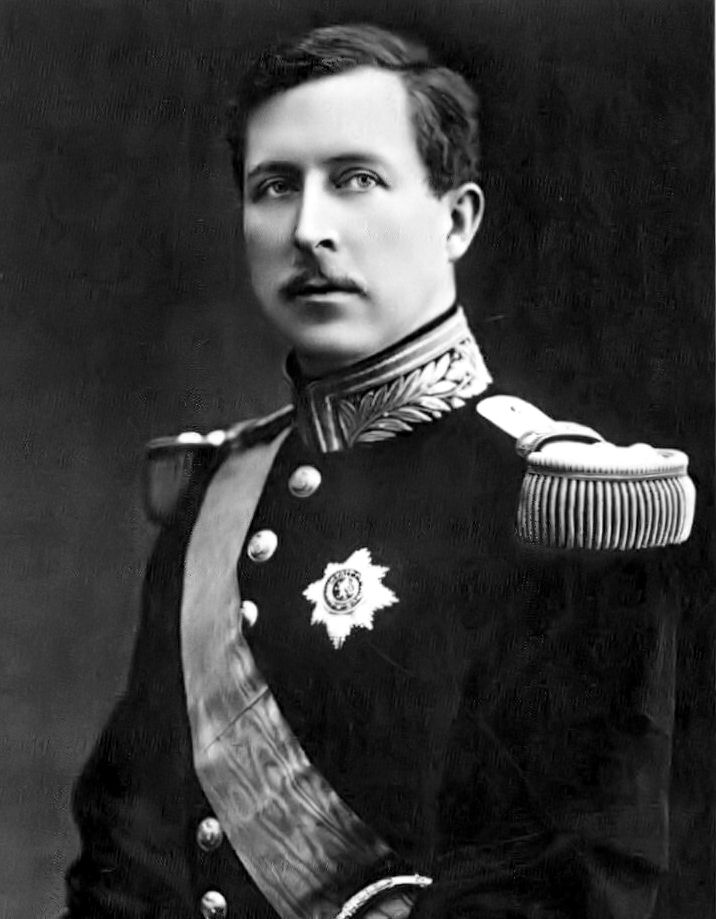
Le roi Albert 1er.

Le prix, qui récompense annuellement la meilleure troupe de théâtre en langue régionale, est fondé à la suite d'une initiative d'Émile Van Cutsem, le président de la Fédération wallonne du Brabant. Conçu comme un tournoi national,, il s'adresse en réalité uniquement aux troupes wallonnes et, autrefois, aux troupes wallonnes et picardes de Bruxelles.
Il porte le nom du roi Albert 1er, qui l'a fondé en 1931 sous la forme d'un challenge perpétuel accordé à l'Union Royale des Fédérations Dramatiques et Littéraires Wallonnes (appelée aujourd'hui l'Union Culturelle Wallonne). En 1932, au terme de la première édition, le roi Albert 1er assiste à une représentation de la troupe lauréate, le Cercle wallon de Couillet, donnée au Palais royal de Bruxelles. Le roi Baudouin reçoit quant à lui les dirigeants de l'Union Culturelle Wallonne à l'occasion des 25e et 50e anniversaires de la création du prix.

### L'Union Culturelle Wallonne
Fondée en 1930, l'Union Culturelle Wallonne (anciennement l'Union Royale des Fédérations Dramatiques et Littéraires Wallonnes) avait initialement pour mission de promouvoir le théâtre — notamment amateur — en langues régionales romanes. À partir de 1994, elle se positionne davantage comme un groupe d'intérêt, en établissant un « projet culturel global » plus ambitieux. Sa revendication d'établir une Fondation culturelle wallonne financée par un partenariat public-privé, émise à cette époque, est toutefois restée sans suite.

## Palmarès
| Année | Lauréat(s)                                                                                    | Province(s)   |
| ----- | --------------------------------------------------------------------------------------------- | ------------- |
| 1932  | Le Cercle wallon de Couillet                                                                  | Hainaut       |
| 1933  | Le Cercle Verviétois de Bruxelles                                                             | Brabant       |
| 1934  | Le Cercle Sambre-et-Meuse de Namur                                                            | Namur         |
| 1935  | Le Cercle Caritas Ansois d’Ans                                                                | Liège         |
| 1936  | Les Wallons de Marcinelle                                                                     | Hainaut       |
| 1937  | Le Cercle pour l’Art et pour Le Peuple, de Châtelineau                                        | Hainaut       |
| 1938  | Le Cercle wallon de Watermael-Boitsfort                                                       | Brabant       |
| 1939  | Le Cercle wallon de Marcinelle                                                                | Hainaut       |
| 1946  | Le Cercle wallon de Watermael-Boitsfort                                                       | Brabant       |
| 1947  | Les Francs Wallons de Liège                                                                   | Liège         |
| 1948  | Les Francs Wallons de Liège                                                                   | Liège         |
| 1949  | Le Royal Théâtre wallon tournaisien de Tournai                                                | Hainaut       |
| 1950  | Le Cercle Royal Les Wallons du Bassin du Centre Bruxelles                                     | Brabant       |
| 1951  | Le Cercle dramatique « Les Vrais Wallons » d’Ougrée                                           | Liège         |
| 1952  | Le Cercle Royal wallon de Couillet                                                            | Hainaut       |
| 1953  | Le Cercle « L’Effort » d’Ottignies                                                            | Brabant       |
| 1954  | Le Cercle « Pour Yeusse » de Monceau-sur-Sambre                                               | Hainaut       |
| 1955  | Le Cercle Royal junior de Nivelles Le Cercle l’Union de Marchin                               | Brabant Liège |
| 1956  | Le Cercle Royal les Amis de la Paix de Bois-de-Villers                                        | Namur         |
| 1957  | Le Cercle « L’Ame Walone » de Liège                                                           | Liège         |
| 1958  | Le Cercle liègeois Wallonia de Bruxelles                                                      | Brabant       |
| 1959  | L’Union warnantaise de Warnant                                                                | Namur         |
| 1960  | Le Cercle « Les Amis de la F.N. » de Herstal                                                  | Liège         |
| 1961  | Le Cercle « Le Sillon » de Mormont                                                            | Luxembourg    |
| 1962  | Le Cercle Royal « Les Treize » de Nivelles                                                    | Brabant       |
| 1963  | Le Cercle Royal « L’Effort » d’Ottignies                                                      | Brabant       |
| 1964  | La Troupe Emile-Emile d’Ougrée                                                                | Liège         |
| 1965  | Le Cercle « Art et Plaisir » de Céroux-Mousty                                                 | Brabant       |
| 1966  | La Compagnie Aimé Courtois de Namur                                                           | Namur         |
| 1967  | Le Cercle Dramatique « La Rampe » de Chapelle-lez-Herlaimont                                  | Hainaut       |
| 1968  | La Compagnie Théâtre et Folklore, de Milmort                                                  | Liège         |
| 1969  | La Compagnie Théâtrale « L’Équipe » de Verviers Le Cercle « Les Amis de la F.N. » de Herstal  | Liège         |
| 1970  | La Dramatique « Pelote de Gerpinnes » de Gerpinnes                                            | Hainaut       |
| 1971  | Le Cercle Royal Dramatique « L’Amicale » de Beyne-Heusay                                      | Liège         |
| 1972  | Le Cercle Dramatique « Amicale des Téléphones et Télégraphes » de Verviers                    | Liège         |
| 1974  | L’Union Royale Warnantaise de Warnant                                                         | Namur         |
| 1975  | La Compagnie Jacques Fontaine de Stockay-Saint-Georges                                        | Liège         |
| 1976  | Le Cercle Royal wallon de Couillet                                                            | Hainaut       |
| 1977  | Le Cercle dramatique « La Concorde » de Pellaines                                             | Liège         |
| 1978  | La Compagnie Dramatique du Cercle Royal wallon de Watermael-Boitsfort                         | Brabant       |
| 1979  | Le Cercle Dramatique « Art et Récréation » de Mellet                                          | Hainaut       |
| 1980  | Le Cercle dramatique « L’Avenir » de Gosselies Le Cercle et le Théâtre de Mont-sur-Marchienne | Hainaut       |
| 1981  | Le Cercle Dramatique « La Concorde » de Pellaines                                             | Liège         |
| 1982  | Les Jeunes Comédiens ruraux de Fexhe-le-Haut-Clocher                                          | Liège         |
| 1983  | La Compagnie Jacques Fontaine d’Engis                                                         | Liège         |
| 1984  | Les Vrais Wallons de Seraing                                                                  | Liège         |
| 1985  | Le Cercle Dramatique « La Concorde » de Pellaines                                             | Liège         |
| 1986  | Les Vrais Wallons de Seraing                                                                  | Liège         |
| 1987  | Les Jeunes Comédiens Ruraux de Fexhe-le-Haut-Clocher                                          | Liège         |
| 1988  | Le Théâtre Dialectal de Charleroi                                                             | Hainaut       |
| 1989  | Les Vrais Wallons de Seraing                                                                  | Liège         |
| 1990  | La Compagnie Théâtre et Folklore de Milmort                                                   | Liège         |
| 1991  | La Ceheutoise de Cerexhe-Heuseux                                                              | Liège         |
| 1992  | Dj’ènnè Rèye de Jenneret                                                                      | Luxembourg    |
| 1993  | L’Équipe de Gerpinnes                                                                         | Hainaut       |
| 1994  | Excelsior de La Louvière                                                                      | Hainaut       |
| 1995  | Les Vrais Wallons de Seraing                                                                  | Liège         |
| 1996  | Dj’ènnè Rèye de Jenneret                                                                      | Luxembourg    |
| 1997  | La Saint-Rémoise de Saint-Remy La Compagnie Marius Staquet de Mouscron                        | Liège Hainaut |
| 1998  | L’Équipe de Gerpinnes                                                                         | Hainaut       |
| 1999  | Les Disciples de Chénier de Gilly                                                             | Hainaut       |
| 2000  | Dj’ènnè Rèye de Jenneret                                                                      | Luxembourg    |
| 2001  | L’Équipe de Gerpinnes                                                                         | Hainaut       |
| 2002  | L’Aurore de Wanze                                                                             | Liège         |
| 2003  | L’Aurore de Wanze                                                                             | Liège         |
| 2004  | L’Aurore de Wanze                                                                             | Liège         |
| 2005  | Li Scanfår de Seraing                                                                         | Liège         |
| 2006  | Djénne Rèye de Durbuy                                                                         | Luxembourg    |
| 2007  | L'Avenir de Gosselies                                                                         | Hainaut       |
| 2008  | L’Équipe de Gerpinnes                                                                         | Hainaut       |
| 2009  | La Royale Dramatique « La Barchonnaise » de Barchon                                           | Liège         |
| 2010  | Les Joyeux Nordistes de Charleroi                                                             | Hainaut       |
| 2011  | L’Équipe de Gerpinnes                                                                         | Hainaut       |
| 2012  | La Compagnie Marius Staquet                                                                   | Hainaut       |
| 2013  | Les Walfrancs de Neupré                                                                       | Liège         |
| 2014  | Les Walfrancs de Neupré                                                                       | Liège         |
| 2015  | La Société Royale « La Chanterie » de Belgrade                                                | Namur         |
| 2016  | Li Troup Abaronnaise de Hannut                                                                | Liège         |
| 2017  | Li Troup Abaronnaise de Hannut                                                                | Liège         |
| 2018  | Le Cercle Wallon Vesquevillois de Vesqueville                                                 | Luxembourg    |
| 2019  | Les Riboul'dingues                                                                            | Hainaut       |
| 2022  | Les Rôbaleus di slins                                                                         | Liège         |
| 2023  | Le Cercle Wallon Vesquevillois de Vesqueville                                                 | Luxembourg    |
| 2024  | Les Linaigrettes de Wibrin                                                                    | Luxembourg    |
| 2025  | Dè Pôce a l’Orèye de Remicourt                                                                | Liège         |